# Phayres pitta
De Phayres pitta (Hydrornis phayrei; synoniem Pitta phayrei ) is een vogelsoort uit de familie van pitta's (Pittidae). Deze vogel is genoemd naar de Engelse commissioner in Brits-Birma, Arthur Purves Phayre (1812-1885).

## Kenmerken
De Phayres pitta is, in tegenstelling tot veel andere soorten pitta's, een betrekkelijk saai gekleurde vogel. Het mannetje heeft een bruin verenkleed, een roestbruine buik, een lichte keel, zwart gebandeerde flanken en kop. De wangen zijn zwart, evenals de tamelijk grote snavel. Het vrouwtje heeft eveneens een bruin verenkleed, een lichter bruine, zwart gebandeerde buik, een lichtere keel en een donkere gebandeerde kop. De wangen zijn bruin. De poten zijn grijzig.

## Leefwijze
Hoewel de dieren kunnen vliegen, geven ze er doorgaans de voorkeur aan om op de grond te blijven. Hun voedsel vinden ze op bosbodem en bestaat uit insecten en slakken en andere ongewervelde dieren.

## Verspreiding en leefgebied
De Phayres pitta komt voor van zuidoostelijk Myanmar tot zuidelijk China, noordelijk Vietnam en zuidelijk Cambodja. De vogel leeft in vochtig tropisch en subtropisch regenbos of secondair bos op berghellingen tot een hoogte van 1800 m boven de zeespiegel. In de meeste gebieden is de Phayres pitta zeldzaam, plaatselijk soms algemeen.

## Status
De omvang van de populatie is niet gekwantificeerd. Er zijn geen aanwijzingen dat de vogelsoort in zijn voortbestaan wordt bedreigd en hij staat daarom als niet bedreigd op de Rode Lijst van de IUCN.